# Ivan Vyskočil
Ivan Vyskočil (ur. 27 kwietnia 1929 w Pradze, zm. 28 kwietnia 2023) – czeski aktor teatralny, filmowy i telewizyjny, reżyser teatralny, pedagog, dramaturg, prozaik, scenarzysta, autor słuchowisk radiowych oraz utworów science-fiction.
W 1952 ukończył studia aktorskie i reżyserskie na Wydziale Teatralnym Akademii Sztuk Scenicznych, a następnie do 1957 studiował psychologię i pedagogikę na Uniwersytecie Karola w Pradze. Od 1990 jest wykładowcą na Wydziale Teatralnym Akademii Sztuk Scenicznych w Pradze. W 2018 został odznaczony Medalem Za Zasługi I stopnia.

## Wybrana filmografia
- 1965: Perły na dnie (Perličky na dně) jako ubezpieczyciel
- 1965: Każdy młody mężczyzna (Každý mladý muž) jako Soukup
- 1966: O uroczystości i gościach (O slavnosti a hostech) jako gospodarz
- 1975: Zamach w Sarajewie (Sarajevský atentát / Atentat u Sarajevu) jako Mehmedbašić
- 1977: Brygada upał (Parta hic) jako górnik Václav Justa
- 1983: Zbyt późne popołudnie Fauna (Faunovo velmi pozdní odpoledne) jako Tonda
- 1987: Czarna pończocha (Černá punčocha) jako doc. Vinklárek, psychiatra
- 1989: Czuły barbarzyńca (Něžný barbar) jako stały gość
- 1994: Akumulator 1 (Akumulátor 1) jako dr Stach
- 2000: Kytice (Kytice) jako mag
- 2006: Piękne chwile to motyle (Hezké chvilky bez záruky) jako emeryt